# زهرة الزنبق

رمز زهرة الزنبق

زهرة الزنبق (بالفرنسية: fleur-de-lis)‏ وتسمى أحياناً بزهرة الليلي هي شعار رمزي يمكن أن يستخدم كأساس تصميم الديكور أو كرمز مستقل بحد ذاته.
عادة يمكن استعماله كرمز سياسي ورمز يدل على النسب ورمز فني ورمزي لا سيما في شعارات النبالة كل هذا في آن واحد. هذا الرمز ممثل في نظام الترميز الموحد أو اليونيكود بالكود U+269C (⚜) حسب نظام مجموعة الرموز المتفرقة (بالإنجليزية:  Miscellaneous Symbols block)‏.
خلال العصور الوسطى تداخلت زهرة الزنبق مع الفن المسيحي، وارتبطت تدريجيًا مع نشيد للملك سليمان "زنبقة بين الأشواك"، وأشير بها إلى مريم العذراء. رمزت الزنبقة في الأدب الديني إلى النقاء والعفة. وكان يعتقد أيضا أن زهرة الزنبق ترمز إلى الثالوث المقدس في الديانة المسيحية.

## الأعلاموشعارات النبالة
| ^ شعار فرنسا قبل عام1376 (فرنسا القديمة) | ^ شعار فرنسا بعد عام 1376 (فرنسا الحديثة)     | ^ الشعار الخاص بالملك إدوارد الثالث (من 1340), | ^راية العائلة المالكة الفرنسية قبل الثورة عام 1789 و من 1815 إلى 1830 | ^شعار أسكتلندا الملكي                            | ^زهرة الزنبق الفلورنسية                 |
| ^زهرة الزنبق على شعار البابا بولس السادس | ^زهرة الزنبق الذهبية على شعار البوسنة والهرسك | ^الرمز الوطني للبوشناق                         | ^علم مقاطعة كيبك                                                      | ^ علم منطقة أكأديانا في ولاية لويزيانا الأمريكية | ^شعار نبالة فيسبادن، عاصمة هسن، ألمانيا |